# ستيف هوي
ستيف هوي (بالإنجليزية: Steve Howe) (و. 1947  م) هو عازف قيثارة، وكاتب أغاني، وملحن بريطاني، ولد في لندن، يستخدم آلات قيثارة.

## التعليم
تعلم في Beacon High ‏.

## وصلات خارجية
- ستيف هوي على موقع IMDb (الإنجليزية)
- ستيف هوي على موقع الموسوعة البريطانية (الإنجليزية)
- ستيف هوي على موقع ميوزك برينز (الإنجليزية)
- ستيف هوي على موقع إن إن دي بي (الإنجليزية)
- ستيف هوي على موقع أول ميوزيك (الإنجليزية)
- ستيف هوي على موقع ديسكوغز (الإنجليزية)
- ستيف هوي على موقع قاعدة بيانات الفيلم (الإنجليزية)
- ستيف هوي في قاعدة بيانات الأفلام على الإنترنت